# Comuna de Wiskitki
Wiskitki (polaco: Gmina Wiskitki) é uma gminy (comuna) na Polónia, na voivodia de Mazóvia e no condado de Żyrardowski. A sede do condado é a cidade de Wiskitki.
De acordo com os censos de 2004, a comuna tem 9278 habitantes, com uma densidade 61,5 hab/km².

## Área
Estende-se por uma área de 150,94 km², incluindo:
- área agricola: 72%
- área florestal: 20%

## Demografia
Dados de 30 de Junho 2004:
|                      | Total   | Total | Mulheres | Mulheres | Homens  | Homens |
| -------------------- | ------- | ----- | -------- | -------- | ------- | ------ |
|                      | pessoas | %     | pessoas  | %        | pessoas | %      |
| População            | 9278    | 100   | 4625     | 49,8     | 4653    | 50,2   |
| Densidade (pop./km²) | 61,5    | 100   | 30,6     | 30,6     | 30,8    | 30,8   |

De acordo com dados de 2002, o rendimento médio per capita ascendia a 1240,21 zł.

## Subdivisões
- Aleksandrów, Antoniew, Babskie Budy, Cyganka, Czerwona Niwa, Czerwona Niwa-Parcel, Duninopol, Działki, Feliksów, Franciszków, Guzów, Guzów-Osada, Hipolitów, Janówek, Jesionka, Józefów, Kamionka, Łubno, Miedniewice, Morgi, Nowa Wieś, Nowy Drzewicz, Nowe Kozłowice, Nowy Oryszew, Oryszew-Osada, Podoryszew, Popielarnia, Prościeniec, Różanów, Smolarnia, Sokule, Stare Kozłowice, Starowiskitki, Starowiskitki-Parcel, Stary Drzewicz, Tomaszew, Wiskitki, Wola Miedniewska.

## Comunas vizinhas
- Baranów, Bolimów, Jaktorów, Nowa Sucha, Puszcza Mariańska, Radziejowice, Teresin, Żyrardów